# Nhóm Messier 51

Hình ảnh của thiên hà Xoáy Nước, thiên hà thành viên sáng nhất của nhóm Messier 51.

Nhóm Messier 51 là tên của một nhóm thiên hà nằm trong chòm sao Lạp Khuyển. Nhóm thiên hà này được đặt tên theo thành hà thành viên sáng nhất, thiên hà Xoáy Nước (M51A). Các thành viên nổi bật khác của nhóm này là thiên hà đồng hành của thiên hà xoáy nước là NGC 5195 và thiên hà Hoa Hướng Dương (Messier 63).
Giá trị xích kinh và độ nghiêng của nó lần lượt là 13h 24m và 46° 13′

## Thiên hà thành viên
Bảng bên dưới liệt kê tên các thiên hà chắc chắn là nằm trong nhóm thiên hà này dựa theo biên mục các thiên hà gần đây, kết quả của cuộc khảo sát thực hiện bởi Fouque et al., biên mục nhóm thiên hà Lyons và ba danh sách nhóm thiên hà được tạo ra dựa trên mẫu của thiên hà quang học gần đó (tiếng Anh: Nearby Optical Galaxy) của Giuricin et al.
| Tên             | Loại thiên hà | Xích kinh (J2000) | Độ nghiêng (J2000) | Giá trị dịch chuyển đỏ (km/s) | Cấp sao biểu kiến |
| --------------- | ------------- | ----------------- | ------------------ | ----------------------------- | ----------------- |
| (M51A)          | SA(s)bc pec   | 13h 29m 52.7s     | +47° 11′ 43″       | 463 ± 3                       | 9.0               |
| M51B (NGC 5195) | SB0 pec       | 13h 29m 59.6s     | +47° 15′ 58″       | 465 ± 10                      | 10.5              |
| NGC 5023        | Scd           | 13h 12m 12.6s     | +44° 02′ 28″       | 407 ± 1                       | 12.9              |
| NGC 5229        | SB(s)d        | 13h 34m 02.8s     | +47° 54′ 56″       | 364 ± 8                       | 14.3              |
| (M63)           | SA(rs)bc      | 13h 15m 49.3s     | +42° 01′ 45″       | 504 ± 4                       | 9.3               |
| UGC 8313        | SB(s)c        | 13h 13m 53.9s     | +42° 12′ 31″       | 593 ± 4                       | 14.4              |
| UGC 8331        | IAm           | 13h 15m 30.3s     | +47° 29′ 56″       | 260 ± 5                       | 14.6              |

Các thiên hà có thể là nằm trong nhóm này (do được liệt kê trong hai hoặc nhiều hơn các danh sách trên) là IC 4263 và UGC 8320. Mối quan hệ chính xác của nó thì vẫn chưa rõ ràng cho lắm.

## Nhóm lân cận
Nhóm Messier 51 nằm ở phía đông nam của nhóm Messier 101 và nhóm NGC 5866. Khoảng cách của ba nhóm này với chúng ta thì khá tương tự nhau (có dựa trên khoảng cách của từng thiên hà thành viên). Do vậy, ba nhóm này có thể là một phần của một cấu trúc lớn, kéo dài và thưa thớt. Tuy nhiên hầu hết các phương pháp nhận dạng nhóm (bao gồm cả các phương pháp được sử dụng bởi các tài liệu tham khảo được trích dẫn ở trên) xác định ba nhóm này là ba nhóm riêng biệt.